# Piotr Cambiani
Pietro Cambiani, Piotr z Ruffi (ur. ok. 1320 w Ruffii, zm. 2 lutego 1365 w Susa) – włoski inkwizytor Piemontu, męczennik chrześcijański i błogosławiony Kościoła katolickiego.

## Życiorys
Piotr Cambiani urodził się w szlacheckiej rodzinie Cambiani. W młodym wieku wstąpił do zakonu dominikanów. W 1341 roku przyjął święcenia. Pierwsza wzmianka o nim w dokumentach archiwalnych pochodzi z 9 maja 1351 roku; dokument wspomina o jego nominacji na stanowisko inkwizytora Piemontu.
Obszar nad którym sprawował pieczę Cambiani, był zamieszkiwany przez społeczności waldensów, uznawanych przez Kościół za heretyków. Piotr Cambiani, jako inkwizytor, kontynuował prześladowania prowadzone przez swoich poprzedników. W styczniu 1365 roku udał się do Pragelato, by głosić kazania przeciwko heretykom. W Susa, w klasztorze franciszkanów, w dniu 2 lutego, został zaatakowany przez swoich przeciwników i zasztyletowany.
W 1375 roku papież Grzegorz XI uznał go wraz z Antonim Pavonim za męczennika. W 1516 roku jego szczątki zostały przeniesione do Turynu, do kościoła San Domenico. Kult jako błogosławionego został zatwierdzony 4 grudnia 1865 roku przez papieża Piusa IX.